# Andy Ward (musicien)
Pour les articles homonymes, voir Andy Ward et Ward.
Andy Ward, de son vrai nom Andrew John Ward, est un musicien britannique, né le 28 septembre 1952 à Epsom dans le comté de Surrey (Angleterre). Ayant joué avec plusieurs groupes, il reste néanmoins connu pour avoir été le batteur du groupe rock progressif Camel, de 1970 à 1983. Il est considéré comme l'un des plus grands batteurs de rock progressif de sa génération.

## Sa jeunesse
Il a commencé à jouer de la batterie à l'âge de 13 ans dans un groupe de rock local avec Jim Butt (guitare), Doug Houston (chant), Colin Burgess (basse) et Jan (Murray) Obodynski (claviers). Le premier album sur lequel il a joué a été enregistré en 1971 et s'intitule I Think I'll Write A Song de Phillip Goodhand-Tait, avec le bassiste Doug Ferguson et le guitariste Andrew Latimer, c'est ainsi qu'il fit la connaissance des futurs musiciens de Camel. 

## Biographie

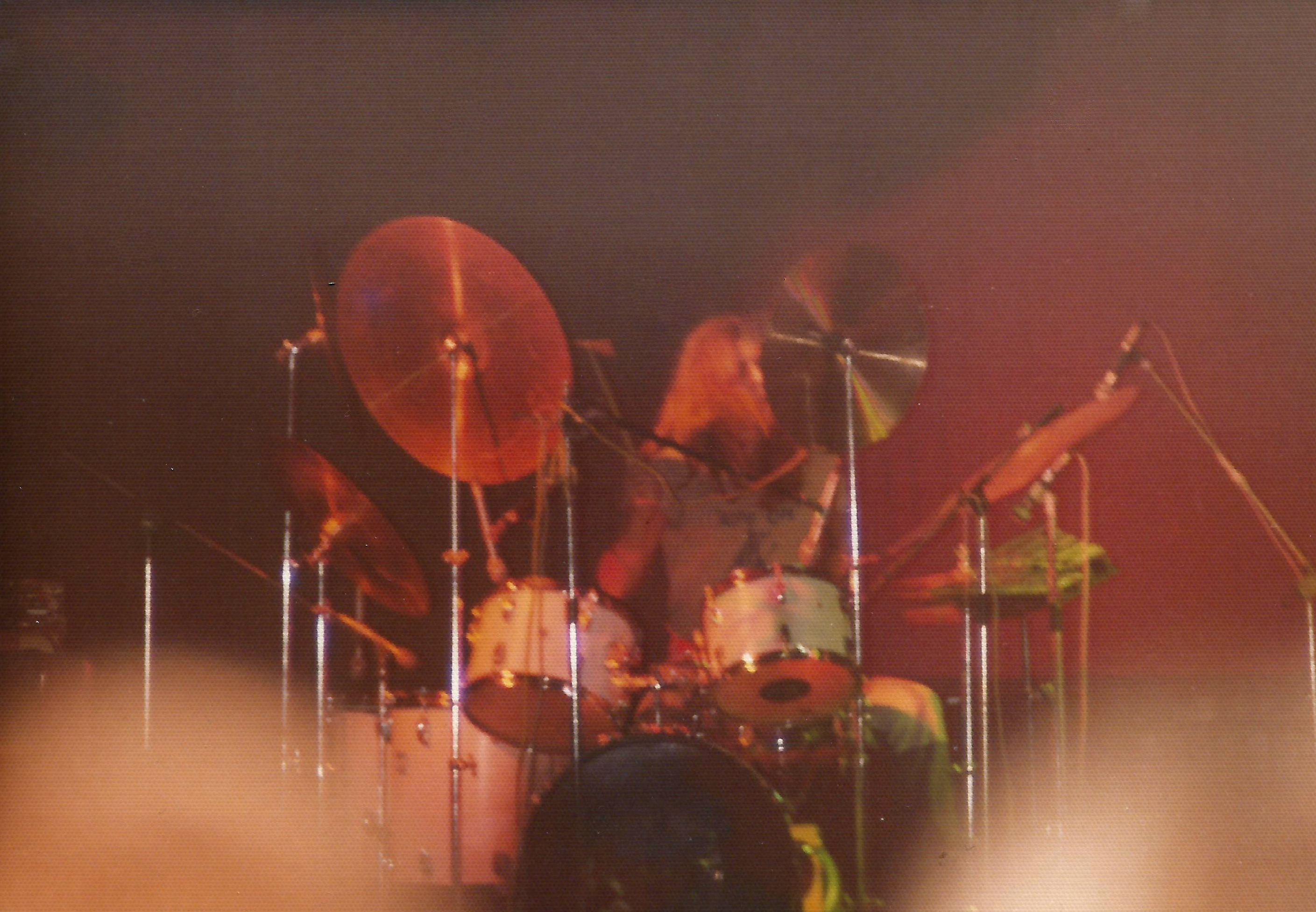
Ward joue au Mountford Hall, Liverpool, en 1974

Après une enfance passée à Epsom, Andrew Ward quitte Surrey pour Londres, à le recherche de musiciens, ayant déjà l'intention de fonder un groupe dès la sortie de l'école. Il crée alors, en 1970, avec Andrew Latimer et Doug Ferguson, un groupe de blues rock, The Brew, qui devient Peter Bardens’s On, après l'arrivée du claviériste Peter Bardens. Délaissant le blues, le groupe s'oriente dorénavant vers le rock progressif et opte pour un nom plus évocateur, Camel, qui deviendra un des groupes les plus importants des années 1970.
En 1981, Andy Ward se blesse à la main gauche, l'empêchant de jouer pendant plusieurs mois. Alors que l'intérim est assuré par Stuart Tosh, il sombre dans l'alcoolisme et la dépression, sa main ne guérissant toujours pas. Il ne quitte officiellement le groupe qu'en 1983.
Fin 1983, un jeune groupe prometteur, Marillion, chef de file du rock néo-progressif, recherche un batteur, à la suite du remerciement de Mick Pointer. Andy Ward est alors engagé, sans réelle audition, sa renommée parlant pour lui. Il participe à la tournée aux États-Unis et au clip de Garden Party. Cependant, comme Kelly et Fish l'ont rappelé, ses problèmes personnels ont refait surface et il a succombé à une dépression nerveuse au milieu de la première tournée américaine du groupe. N'étant pas parvenu à guérir, il est renvoyé la même année pour ses abus d'alcool.
Il décide alors d'entamer une cure de désintoxication pendant deux ans. Il ne réapparaît qu'en 1985 avec l'album Tea for the Hydra d'Adrian Shaw. Depuis, il a joué dans de nombreux groupes. Il a notamment travaillé avec Richard Sinclair (anciennement de  Caravan) et son groupe Caravan of Dreams qui incluaient Hugh Hopper, Vince Clarke et Mark Hewins, puis avec le groupe Mirage ainsi que Chrys&themums. En 2003, il apparaît sur l'album solo de l'ex-bassiste de Soft Machine, Hugh Hopper, In a Dubious Manner. 

## Discographie

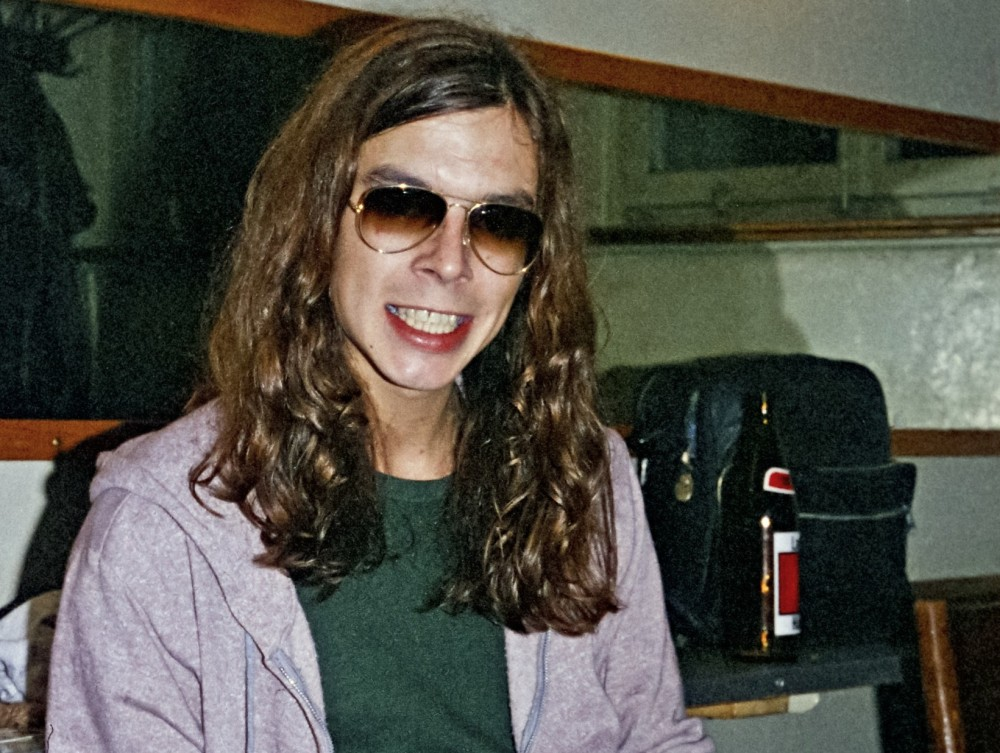
Andy Ward à Zurich, décembre 1975.

### Phillip Goodhand Tait
- I Think I'll Write a Song (1971) - https://www.discogs.com/Phillip-Goodhand-Tait-I-Think-Ill-Write-A-Song/release/4389648

### Camel
- Camel (1973)
- Mirage (1974)
- The Snow Goose (1974)
- Moonmadness (1976)
- Raindances (1977)
- Breathless (1978)
- I Can See Your House From Here (1979)
- Nude (1981)

### Adrian Shaw
- Tea for the Hydra (1985)

### Skaboosh
- Freetown (1988)

### Todd Dillingham
- Wilde Canterbury Dream (1991)

### Bevis Frond
- Sprawl (1994)
- Superseeder (1995)
- Valedictory Songs (1998)
- What Did for the Dinosaurs (2002)

### Mirage
- Live (1994)

### Yukio Yung
- Goodbye Pork Pie Brain (1995)
- Hello Pulsing Vein (1995)
- Mostly Water (1996)

### Richard Sinclair
- An Evening Of Magic (Live) (1993)
- Caravan of Dreams (1996)
- R.S.V.P. (1997)

### The Deviants
- The Deviants Have Left the Planet (1997)

### Country Joe McDonald
- Eat Flowers and Kiss Babies (1998)

### Chrys&themums
- The Baby’s Head (1999)

### Steve Adams
- Vertigo (1999)

### Anton Barbeau
- King of Missouri (2002)

### Hugh Hopper
- In a Dubious Manner (2003)

### Andy Ward
- Sticking Around (2003)